# Dánská Wikipedie
Dánská Wikipedie je verze Wikipedie v dánštině. Byla založena 1. února 2002. V lednu 2022 obsahovala přes 271 000 článků a pracovalo pro ni 24 správců. Registrováno bylo přes 419 000 uživatelů, z nichž bylo asi 850 aktivních. V počtu článků byla 40. největší Wikipedie.
Protože jsou dánština, švédština a norština vzájemně srozumitelné jazyky, spolupracují spolu tvůrci příslušných wikipedií přes sekci Skanwiki na Wikimedia Meta-Wiki.